# Alexandre Voronski
Alexandre Konstantinovitch Voronski (en russe : Алекса́ндр Константи́нович Воро́нский), né le 8 septembre 1884 dans le gouvernement de Tambov et mort exécuté le 13 août 1937 à Moscou, est un éditeur et un critique humaniste-marxiste qui a participé au Proletkoult, et à la révolution bolchévique.

## Biographie
Fils de prêtre, Voronski est né dans le village de Khorochavka dans le gouvernement de Tambov. Après son exil en 1910, il s'installe à Moscou puis à Saratov, où il aide un groupe de bolchévique et organise de grandes grèves.

## Participation à la révolution bolchévique
Quand la révolution de février éclate, il devient membre du Comité exécutif du Conseil des travailleurs à Odessa. Il est alors député, et édite le journal bolchévique Golos proletaria [La Voix du prolétariat]. Après la Révolution d'Octobre, il aide les bolcheviks à prendre le pouvoir à Odessa. En 1918, il s'installe à Moscou, Saratov, puis Ivanovo, où il aide son ami Frounzé, il édite le journal Rabotchi kraï (Terre des travailleurs), et dirige le Comité provincial du Parti. De 1921 à 1927, il est le rédacteur en chef du mensuel Krasnaïa nov, et fonde au sein de ce périodique le groupe littéraire Pereval qui est actif de 1923 à 1932.

## La fin de sa vie
Il écrit Za jivoï i mertvoï vodoï,.